# Munnozia maronii
Munnozia maronii là một loài thực vật có hoa trong họ Cúc. Loài này được (André) H.Rob. mô tả khoa học đầu tiên năm 1977.